# Klátova Nová Ves
Klátova Nová Ves je obec na Slovensku v okrese Partizánske v Trenčínském kraji ležící na úpatí pohoří Tribeč. Žije zde přibližně 1 600 obyvatel.
V katastrálním území obce je několik sídlišť z mladší i pozdní doby kamenné. Osídlení území je i z mladší a pozdní doby bronzové. Nálezy střepů z vykopávek potvrdily existenci lužické kultury. V lokalitě Šance je hradiště pocházející pravděpodobně ze starší doby železné. V údolí pod pohořím Tribeč nad potokem Vyčoma bylo staré slovanské osídlení z období Velké Moravy.
První písemná zmínka o vesnici je z roku 1293. V části Sádok se nachází románsko-gotický římskokatolický kostel Panny Marie Královny Andělů ze začátku 12. století. V obci se také nachází renesanční tvrz z druhé poloviny 16. století a barokní kaštel s parkem. V části Janova Ves je renesanční kaštel s parkem.